# Нейдінг Роза Давидівна
Роза Давидівна Не́йдінг (8 січня 1901, Володимир — 15 березня 1970, Одеса) — українська радянська художниця; член Спілки радянських художників України з 1944 року. Дружина невропатолога Марцела Нейдінга.

## Біографія
Народилася 26 грудня 1900 [8 січня 1901] року в місті Володимирі (нині Волинська область, Україна) у сім'ї будівельного техніка. Єврейка. 1909 року вступила до Володимирської жіночої гімназії; 1917 року закінчила в Полтаві гімназію Ахшарумової; 1918 року склала іспити на атестат зрілості при гімназії Гуревич у Полтаві. Протягом 1918—1921 років навчалася на математичному факультеті в Одеському університеті; у 1925—1930 роках — на декоративному факультеті в Одеському політехнікумі образотворчих мистецтв у Данила Крайнєва, Павла Волокидіна, Теофіла Фраєрмана.
Упродовж 1930—1941 років викладала малювання в одеських школах № 57, № 61, № 52, одночасно у 1930—1936 роках оформляла дитячі святкові колони, дитячі свята, будівлі; у 1936—1938 роках очолювала Раду жінок-лікарів Одеської області; у 1939-41 роках була старостою студії при Спілці радянських художників України. Під час німецько-радянської війни з серпня 1941 року перебувала в евакуації в Узбецькій РСР: у 1942 році працювала в художньому цеху промислового комбінату в Коканді; у 1943—1944 роках — у шовкоткацькій артілі «Кувват» із розпису тканин. 1944 року, після повернення до Одеси, обрана секретарем Оргбюро Спілки радянських художників України і протягом 1944—1964 років працювала художником на Одеському художньо-виробничому комбінаті. Мешкала в Одесі в будинку на вулиці Щепкіна, № 8, квартира № 1. Померла в Одесі 15 березня 1970 року.

## Творчість
Працювала в галузі станкового живопису у всіх жанрах. Серед робіт:
- «Овочі» (1923);
- «Плоди врожаю» (1925);
- «Осінь» (1936);
- "Старенька (1938);
- «Портрет сина» (1940);
- «Артистка Сабахон Каримова» (1943);
- «Ахунбабаєв серед узбеків-колгоспників» (1943—1944; Кокандський музей)[1];
- «Автопортрет» (1947; 1968);
- «Береги» (1947);
- «Генерал-майор Замеренцев» (1947);
- «Дівчина, яка читає» (1947);
- «Професор Марцел Нейдінг» (1948);
- «Іриси і бузок» (1948);
- «Академік В. Заболотний» (1949);
- «Кольська губа» (1952);
- «Мурманськ будується» (1952);
- «Натюрморт» (1954);
- «Стежка» (1955);
- «Натюрморт із кішкою» (1956);
- «Актриса М. Інсарова» (1956);
- «Початок осені» (1960);
- «Бузок» (1960);
- «Мед» (1965);
- «Осінній пейзаж» (1966);
- «Відерце» (1966).

Робила ілюстрації для медичних видань.
Брала участь у республіканських виставках з 1931 року, зокрема у 1931 році взяла участь на Всеукраїнській виставці; у 1939, 1940, 1941 роках — на звітних виставках Одеського обласного правління Спілки радянських художників України; у 1939 році — у виставці до 8 березня; у 1944 році — у виставці групи українських художників, які працюють в Узбекистані та після повернення в Одесу — у виставці, присвяченій Жовтневій революції.
Деякі роботи зберігаються в Одеському художньому музеї.